# Zvonko Ivezić
Zvonko Ivezić, né le 17 février 1949 à Vajska et mort le 4 septembre 2016, est un footballeur international yougoslave. Il occupe le poste d'attaquant.

## Biographie
Avec les Lionceaux, Zvonko Ivezić termine plusieurs fois aux places d'honneur du championnat de France : 2e en 1980, et 3e en 1976 et 1982. 
Il participe également à la campagne européenne de Sochaux en 1981 qui s'arrête alors en demi-finale de la Coupe UEFA (défaite contre l'AZ Alkmaar).

## Carrière
- 1967-1976 : Vojvodina Novi Sad ( Yougoslavie)
- 1976-1982 : FC Sochaux ( France)
- 1982-1983 : RC Paris ( France)

## Palmarès
- Vice-champion de Yougoslavie en 1975 avec le Vojvodina Novi Sad
- Vice-champion de France en 1980 avec le FC Sochaux